# Barry Dennen
Barry Dennen (Chicago, 22 de febrero de 1938-Burbank, California, 26 de septiembre de 2017) fue un actor, cantante y escritor estadounidense.

## Biografía
Vivió en Londres durante quince años y en 1968 interpretó el papel del maestro de ceremonias en la versión de Londres de Cabaret. En 1970, interpretó a Poncio Pilatos en el álbum Jesucristo Superstar, y después actuó en el mismo papel en la producción de 1971 de Broadway. En el mismo año, hizo de Mendel en la película de Norman Jewison Fiddler on the Roof. Según el sitio web de Dennen, él propuso que Jewison fuera el director de la película Jesucristo Superstar. Jewison así lo hizo, y Dennen interpretó a Pilatos de nuevo en (1973). También fue uno de los que participaron en la vocalización de Héroes del famoso juego Dota 2 creado por la compañía Valve, el cual se encuentra en la plataforma de videojuegos steam. Entre los personajes que vocalizó están Rubick, Phantom Lancer y Chaos Knight. Hizo un pequeño papel en The Shining (1980), de Stanley Kubrick. También puso la voz al Chambelán en El Cristal Oscuro (1982).
Falleció el 26 de septiembre de 2017 a consecuencia de las graves lesiones sufridas en una caída.